# I soliti ignoti
I soliti ignoti is een Italiaanse film van Mario Monicelli die werd uitgebracht in 1958.
Deze film wordt beschouwd als de eerste belangrijke exponent van de commedia all'italiana. Ze luidde een lange samenwerking in tussen Monicelli en acteur Vittorio Gassman: Monicelli deed nog zeven keer een beroep op Gassman. Hier vertolkte Claudia Cardinale haar eerste belangrijke rol. De film werd in 2008 opgenomen in de lijst van 100 film italiani da salvare.

## Verhaal
Rome, midden van de jaren vijftig. Cosimo wordt op heterdaad betrapt door de politie wanneer hij probeert een wagen te stelen. De enige mogelijkheid om uit de cel te geraken is iemand vinden die de poging tot diefstal opeist en zijn plaats zo inneemt. Zijn vrienden, ook allemaal kleine boeven, vinden Peppe, een waardeloze boxer, bereid om Cosimo's gevangenisstraf uit te zitten voor de som van 150 000 lire. De gevangenisdirecteur besluit echter ook Cosimo op te sluiten. 
In de gevangenis vertelt Cosimo Peppe de details van de perfecte overval die hij zal uitvoeren zodra hij weer vrij is. Maar Peppe komt eerder vrij dan Cosimo en vraagt de hulp van Cosimo's vrienden om de hold-up te plegen.

## Rolverdeling
| Acteur               | Personage            | Beschrijving                                                            |
| -------------------- | -------------------- | ----------------------------------------------------------------------- |
| Vittorio Gassman     | Peppe                | een waardeloze boxer en bendeleider                                     |
| Renato Salvatori     | Mario Angeletti      | een wees en bendelid                                                    |
| Marcello Mastroianni | Tiberio              | een fotograaf en bendelid                                               |
| Totò                 | Dante Cruciani       | een oude professor die de bende aanleert hoe ze kluizen moet openbreken |
| Memmo Carotenuto     | Cosimo               | een schamele kleine dief die zich door Peppe laat doen                  |
| Rosanna Rory         | Norma                | de minnares van Cosimo                                                  |
| Carla Gravina        | Nicoletta            | een meid die door Peppe het hof wordt gemaakt                           |
| Claudia Cardinale    | Carmelina            | de zus van Michele                                                      |
| Carlo Pisacane       | Capannelle           | een ouwe snoeper en bendelid                                            |
| Tiberio Murgia       | Michele 'Ferribotte' | een Siciliaan en bendelid                                               |
| Gina Rovere          | Teresa               | de vrouw van Tiberio                                                    |
| Gina Amendola        | Nerina               | een van de drie 'moeders' van Mario                                     |
| Nino Marchetti       | Luigi                | de bediende van het pandjeshuis                                         |
| Mario De Simone      |                      | de handelaar in curiosa en antikwiteiten                                |
| Mario Feliciani      |                      | de rechter                                                              |